# إيان أبيركرومبي
إيان أبيركرومبي (11 سبتمبر 1934 - 26 يناير 2012) هو ممثل وكوميديان إنجليزي أشتهر لدوره في مسلسل ساينفيلد.

## وصلات خارجية
- إيان أبيركرومبي على موقع IMDb (الإنجليزية)
- إيان أبيركرومبي على موقع ميوزك برينز (الإنجليزية)
- إيان أبيركرومبي على موقع تيرنر كلاسيك موفيز (الإنجليزية)
- إيان أبيركرومبي على موقع أول موفي (الإنجليزية)
- إيان أبيركرومبي على موقع إن إن دي بي (الإنجليزية)
- إيان أبيركرومبي على موقع قاعدة بيانات الفيلم (الإنجليزية)